# Jesper Lok
Jesper T. Lok (født 25. august 1968) har været administrerende direktør for DSB.
Jesper Lok er shippinguddannet i A.P. Møller - Mærsk, har en MBA og har videreuddannet sig på Harvard University, IMD og Columbia University.
I 1987 blev Lok ansat i A.P. Møller - Mærsk Gruppen, var 1994-96 personlig assistent for daværende koncerndirektør Jess Søderberg og 1999-2004 landechef i henholdsvis Pakistan og Nigeria og har også været udstationeret i Japan, Vietnam og Cambodia. I 2004 blev han administrerende direktør for rederiet Svitzer, og i 2012 blev han hentet til DSB som øverste leder.